# Erich von Mosch
Erich Rudolf von Mosch (* 4. November 1879 in Berlin; † 26. April 1945 in Lübben) war ein deutscher Jurist und Landsyndikus der Niederlausitz.

## Herkunft
Erich von Mosch entstammte dem Adelsgeschlecht Mosch und wurde als Sohn des preußischen Oberleutnants a. D., Chefredakteurs des Deutschen Adelsblattes und Autors Rudolf (Rudolph) von Mosch (1850–1904) und dessen zweiter Ehefrau Klara von Mosch (1850–1927) geboren. Der Vater hatte zweimal Cousinen geheiratet und insgesamt sieben Kinder.

## Leben
Nach dem Besuch eines humanistischen Gymnasiums studierte Mosch Jura und wurde nach dem Assessorexamen Rechtsanwalt in Berlin. Im Jahr 1921 zog er als Generaldirektor der  Deutschen Floßbootwerke GmbH nach Lübben. Gleichzeitig wurde er bei den Lübbener Ständen Landesbestallter der Niederlausitz. Im Jahr 1930 schied er bei den Floßbootwerken aus und erwarb 1932 das Gut Kulm bei Sommerfeld. 1938 wurde er Landsyndikus der Niederlausitz. 

## Familie
Mosch heiratete am 20. Januar 1915 in Berlin Anna Elise Margarethe Freiin von Manteuffel (1887–1975), die Tochter des preußischen Generals der Infanterie Kurt Freiherr von Manteuffel und der Hedwig von Wolff. Das Paar hatte fünf Kinder:
- Rudolf (1915–1945), Landwirt, Leutnant der Reserve.
- Hans (1917–2002) ⚭ 1944 Eva-Maria Block (1923–2013).
- Kurt (1919–1941), Oberleutnant und Kompanieführer im Infanterie-Regiment 9.
- Erika (1922–2014) ⚭ 1946 Eckart von Stutterheim (1914–2013).
- Heinrich (1930–2014), Regierungspräsident a. D.  ⚭ 1963 Marion Gräfin von Walderdorff (1936).